# Hypocera
Hypocera is een geslacht van insecten uit de familie van de Bochelvliegen (Phoridae), die tot de orde tweevleugeligen (Diptera) behoort.

## Soorten
- H. americana Borgmeier, 1962
- H. ehrmanni Aldrich, 1903
- H. mordellaria (Fallen, 1823)